# Ulica Rzeszowska w Sokołowie Małopolskim
Ulica Rzeszowska – ulica w Sokołowie Małopolskim. Część drogi wojewódzkiej nr 878, a przed budową obwodnicy również drogi krajowej nr 19.
Ulica współcześnie ma ponad półtora kilometra długości. Rozpoczyna bieg od południowo-wschodniego rogu rynku, po czym biegnie mniej więcej na południowy zachód. Kończy się na granicy miasta z Trzebuską.

## Historia i nazwa
Ulica Rzeszowska należy do najstarszych ulic miasta. Pierwsze zachowane potwierdzenie nazwy pochodzi z 1668 roku (w wersji „Rzeszewska”). W XVII wieku przedłużeniem jej zabudowy za wałem miejskim były zgrupowania domów pod nazwą Przedmieście za Bramą Rzeszowską. Jej nazwa pochodzi od miasta, ku któremu prowadzi, tj. Rzeszowa, i jest najdłużej niezmieniana (poza wariantami pisowni) w Sokołowie Małopolskim.

## Ważniejsze obiekty
Na przełomie lat 50. i 60. XX w. do ewidencji zabytków wpisano dwa drewniane domy z XIX w. (numery 24 i 58). Mimo to później je rozebrano. W 1992 roku do rejestru zabytków wpisano układ urbanistyczny Sokołowa pod numerem A-1246. W jego ramach wymieniono historyczną zabudowę i wpisano 35 domów i jeden młyn z numeracją ulicy Rzeszowskiej. W 2005 roku w gminnej ewidencji zabytków umieszczono 36 domów, młyn i szkołę. Większość jest drewniana, a wiele opatrzono adnotacją o złym lub bardzo złym stanie. Dwa domy wykreślono z rejestru zabytków. Niektóre domy pochodzą z XIX w., ale większość wybudowano po pożarze miasta z 1904 roku. W gminnej ewidencji, ale poza rejestrem znajdują się zabudowania dawnej szkoły.
Ulica Rzeszowska pełni funkcję wschodniej pierzei placu św. Jana, na którym stoi kościół św. Jana Chrzciciela.
Przy dawnej granicy miasta (przy ulicy Piaski) znajduje się osiemnastowieczna (według innego źródła ustawiona w drugiej połowie XIX w.), kamienna, rokokowa figura Chrystusa Frasobliwego. Jest jedną z czterech figur, które do połowy XX w. stały na wyjazdach z miasta, funkcjonując jako słupy graniczne.

### Zespół budynków szkoły
Pod numerami 29, 29a i 31 mieści się kompleks dawnej szkoły podstawowej. Pierwszy budynek wybudowano w latach 1883–1885. Był murowany i piętrowy. Wybudowano go ze środków gminnych. Początkowo mieściły się w nim osobne szkoły męska i żeńska. Dość szybko okazał się za mały i dobudowano kolejny w 1922 lub 1930 roku, choć jego poświęcenie odbyło się dopiero w 1939 roku. Wraz z jego budową przebudowano budynek pierwszy, a oba ponownie przebudowano w 1970 roku i remontowano później. W 1975 roku oba budynki połączono, nadając kompleksowi styl szkół tysiąclatek. Pod koniec XX w. szkoła zmieniła siedzibę, a zespół jej budynków zaadaptowano na inne potrzeby społeczne. Wykorzystywane są przez urząd miasta i gminy, ośrodek kulturalno-sportowy czy Towarzystwo Miłośników Ziemi Sokołowskiej. Jeden z budynków w 2005 roku przeznaczono na Środowiskowy Dom Samopomocy. W 2015 roku przeniesiono tam też Społeczne Muzeum Ziemi Sokołowskiej.
W czasie kampanii wrześniowej w szkole urządzono szpital polowy dla żołnierzy i uchodźców. Podczas okupacji niemieckiej na terenie szkoły wykonano egzekucję Żydów i ukrywających ich Polaków.